# Município de Wills (condado de Guernsey, Ohio)
O município de Wills (em inglês: Wills Township) é um município localizado no condado de Guernsey no estado estadounidense de Ohio. No ano de 2010 tinha uma população de 1.613 habitantes e uma densidade populacional de 17,08 pessoas por km².

## Geografia
O município de Wills encontra-se localizado nas coordenadas 40° 01′ 42″ N, 81° 24′ 23″ O. Segundo a Departamento do Censo dos Estados Unidos, o município tem uma superfície total de 94.45 km², da qual 94,4 km² correspondem a terra firme e (0,04 %) 0,04 km² é água.

## Demografia
Segundo o censo de 2010, tinha 1.613 habitantes residindo no município de Wills. A densidade populacional era de 17,08 hab./km². Dos 1.613 habitantes, o município de Wills estava composto pelo 96,22 % brancos, o 1,36 % eram afroamericanos, o 0,19 % eram amerindios, o 0,37 % eram asiáticos, o 0,43 % eram de outras raças e o 1,43 % eram de uma mistura de raças. Do total da população o 0,81 % eram hispanos ou latinos de qualquer raça.